# Rifugio Agostino e Delfo Coda
Das Rifugio Agostino e Delfo Coda (oft auch nur Rifugio Coda) ist eine Schutzhütte der Sektion Biella des Club Alpino Italiano (CAI). Es liegt in der italienischen Region Piemont in den Walliser Alpen auf einer Höhe von 2280 m s.l.m. Die Hütte wird von Juni bis September bewirtschaftet und bietet 50 Bergsteigern Schlafplätze.

## Zugänge
Man erreicht die Hütte vom Talort Oropa in ca. zwei Stunden Aufstieg. Der Weitwanderweg Grande Traversata delle Alpi führt an der Hütte entlang, dem sie auch als Stützpunkt dient.